# Inzagatüi
Inzagatüi (en rus: Инзагатуй) és un poble de la República de Buriàtia, a Rússia, segons el cens del 2020 tenia 424 habitants.